# BAC Mono
Der BAC Mono ist ein Sportwagen und das erste Fahrzeug des britischen Kraftfahrzeugherstellers Briggs Automotive Company.

## 1. Generation (2011–2020)

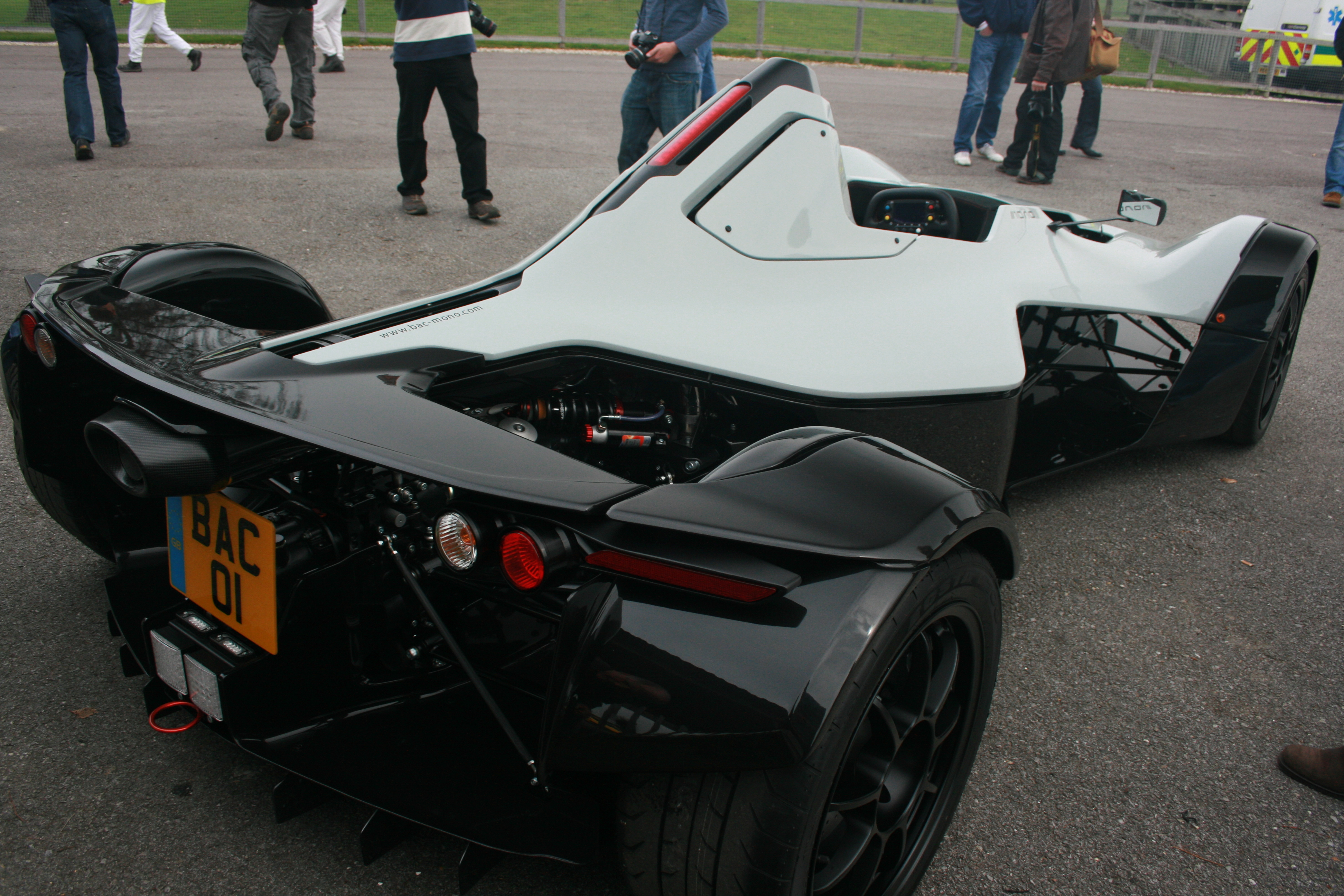
Heckansicht

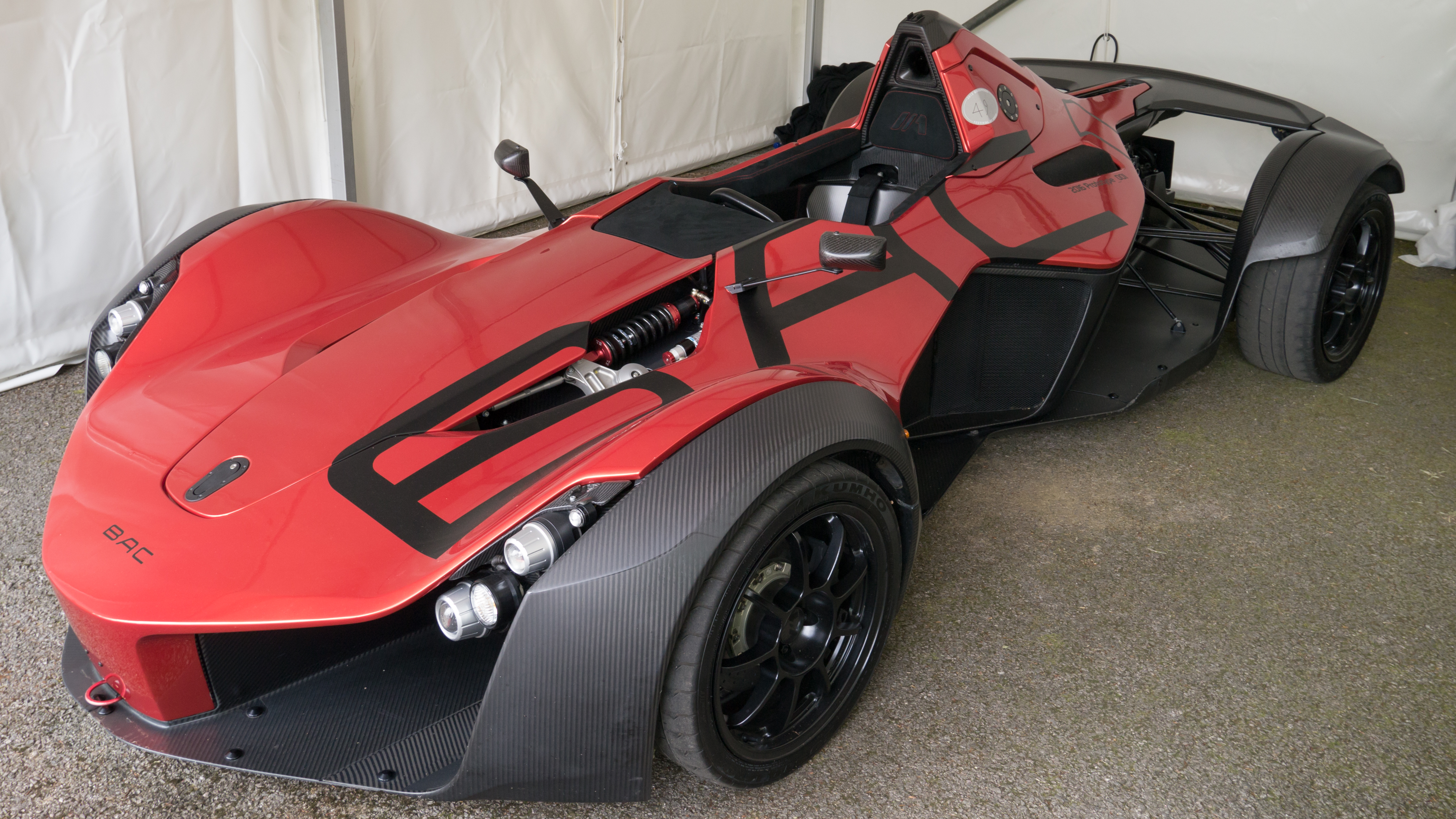
BAC Mono (2015–2020)

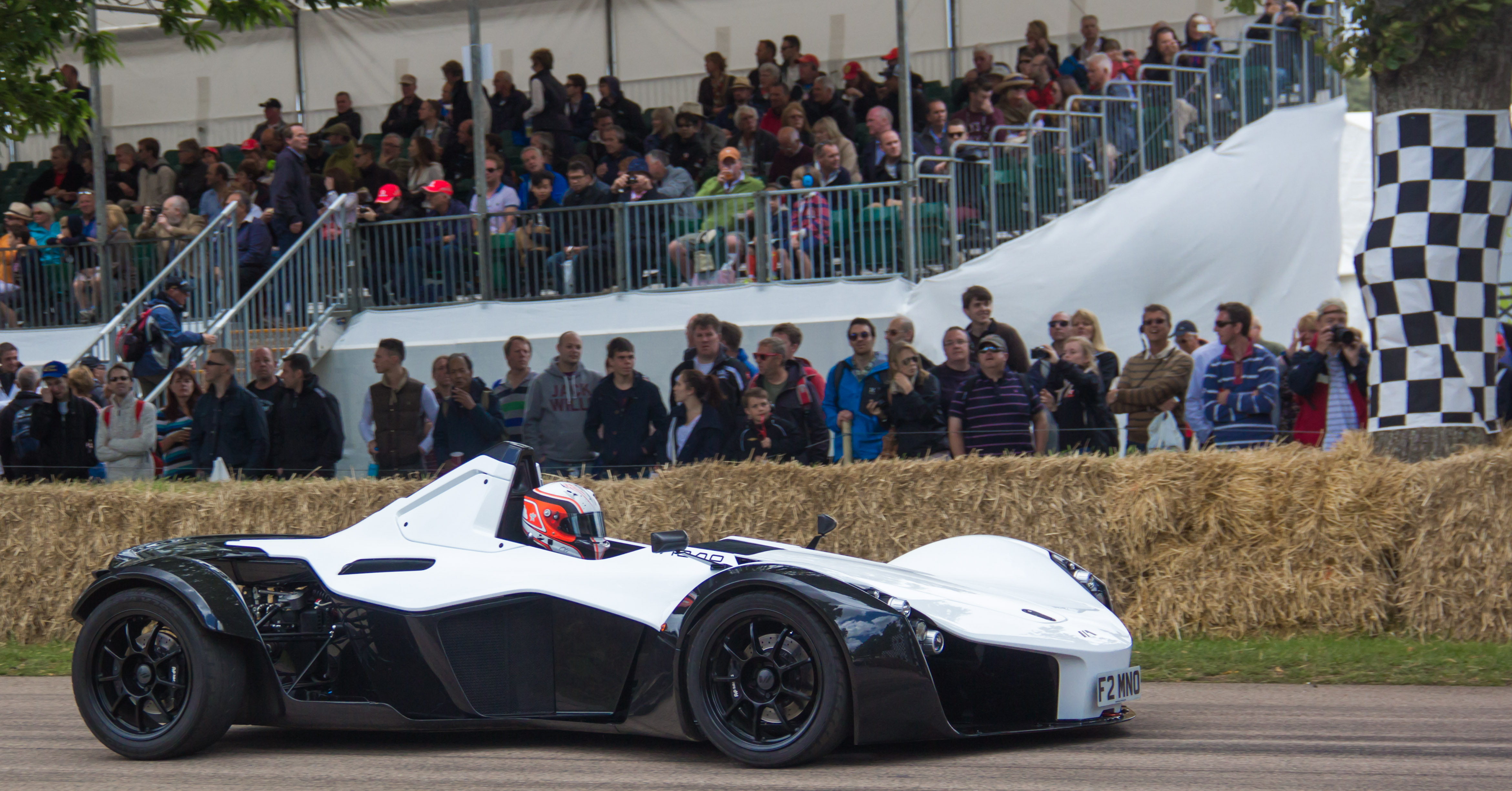
BAC Mono beim Goodwood Festival of Speed 2012

### Geschichte
Vorgestellt wurde die erste Generation des BAC Mono im März 2011 in Stuttgart im Rahmen der Retro Classics. Sein Rennstreckendebüt hatte er im selben Jahr beim Goodwood Festival of Speed. 2015 wurde er überarbeitet und erhielt einen stärkeren Motor.
Entwickelt wurde der Mono von BAC-Ingenieuren aus Cheshire in Zusammenarbeit mit dem Konstruktionsteam Adaptive Space aus Stuttgart. Gebaut wurde das Fahrzeug in Handarbeit in Liverpool. Die Teile hierfür kommen von rund 100 Zulieferern. In Deutschland wurde der straßenzugelassene Sportwagen offiziell nicht verkauft.

#### Mono One
Zum Abschluss der ersten Generation des Mono präsentierte der Hersteller im Februar 2020 den auf drei Exemplare limitierten Mono One. Die drei Fahrzeuge sind in weiß, schwarz und rot lackiert. Insgesamt wurden knapp über 100 Fahrzeuge der ersten Generation gebaut.

### Technik
Der BAC Mono ist in extremer Leichtbauweise gefertigt und kommt so auf ein Eigengewicht von unter 600 kg. Die Karosserie des Sportwagens ist größtenteils aus kohlenstofffaserverstärktem Kunststoff gefertigt. Das Fahrzeug hat nur einen Sitzplatz für den Fahrer. Zum Einstieg in das Fahrzeug muss wie in der Formel 1 das Lenkrad abgezogen werden. Außerdem ist für den Mono weder ein Dach noch eine Windschutzscheibe erhältlich. Ähnliche Fahrzeuge sind unter anderem der Ariel Atom, der KTM X-Bow oder der Radical SR3.
Während der Produktion wurde jedes Fahrzeug individuell auf die Körperform des Käufers zugeschnitten. Die Größe des Sitzes, die Pedalreichweite und die Lenkradposition werden an die ergonomischen Anforderungen des Kunden angepasst.

### Antrieb
Zunächst wurde der Sportwagen von einem 213 kW (290 PS) starken, von Cosworth modifizierten 2,3-Liter-Duratec-Motor angetrieben. Ab 2015 war ein 227 kW (309 PS) starker 2,5-Liter-Ottomotor von Mountune für den Antrieb zuständig. Außerdem ging mit der Einführung des neuen Antriebs der Einbau eines Drive-by-Wire-Systems einher.
Auf 100 km/h soll der Mono in 2,8 Sekunden beschleunigen, die Höchstgeschwindigkeit gibt Briggs Automotive mit 275 km/h an.

#### Technische Daten
|                                             | BAC Mono                      |                               |
| Bauzeitraum                                 | 2011–2015                     | 2015–2020                     |
| Motorkenndaten                              |                               |                               |
| Motortyp                                    | R4-Ottomotor                  | R4-Ottomotor                  |
| Motoraufladung                              | —                             | —                             |
| Hubraum                                     | 2261 cm³                      | 2488 cm³                      |
| max. Leistung bei min−1                     | 213 kW (290 PS) / 7700        | 227 kW (309 PS) / 8000        |
| max. Drehmoment bei min−1                   | 279 Nm / 6000                 | 308 Nm / 5500                 |
| Kraftübertragung                            |                               |                               |
| Antriebsart, serienmäßig                    | Hinterradantrieb              | Hinterradantrieb              |
| Getriebe, serienmäßig                       | Sequentielles 6-Gang-Getriebe | Sequentielles 6-Gang-Getriebe |
| Messwerte                                   |                               |                               |
| Höchstgeschwindigkeit                       | 273 km/h                      | 275 km/h                      |
| Beschleunigung, 0–100 km/h                  | 2,8 s                         | 2,8 s                         |
| Trockengewicht                              | 490 kg                        | 580 kg                        |
| Kraftstoffverbrauch auf 100 km (kombiniert) |                               | 6,7 l Super                   |
| Tankinhalt                                  | 35 l                          | 35 l                          |
| Abgasnorm                                   |                               | Euro 5                        |

## 2. Generation (seit 2019)

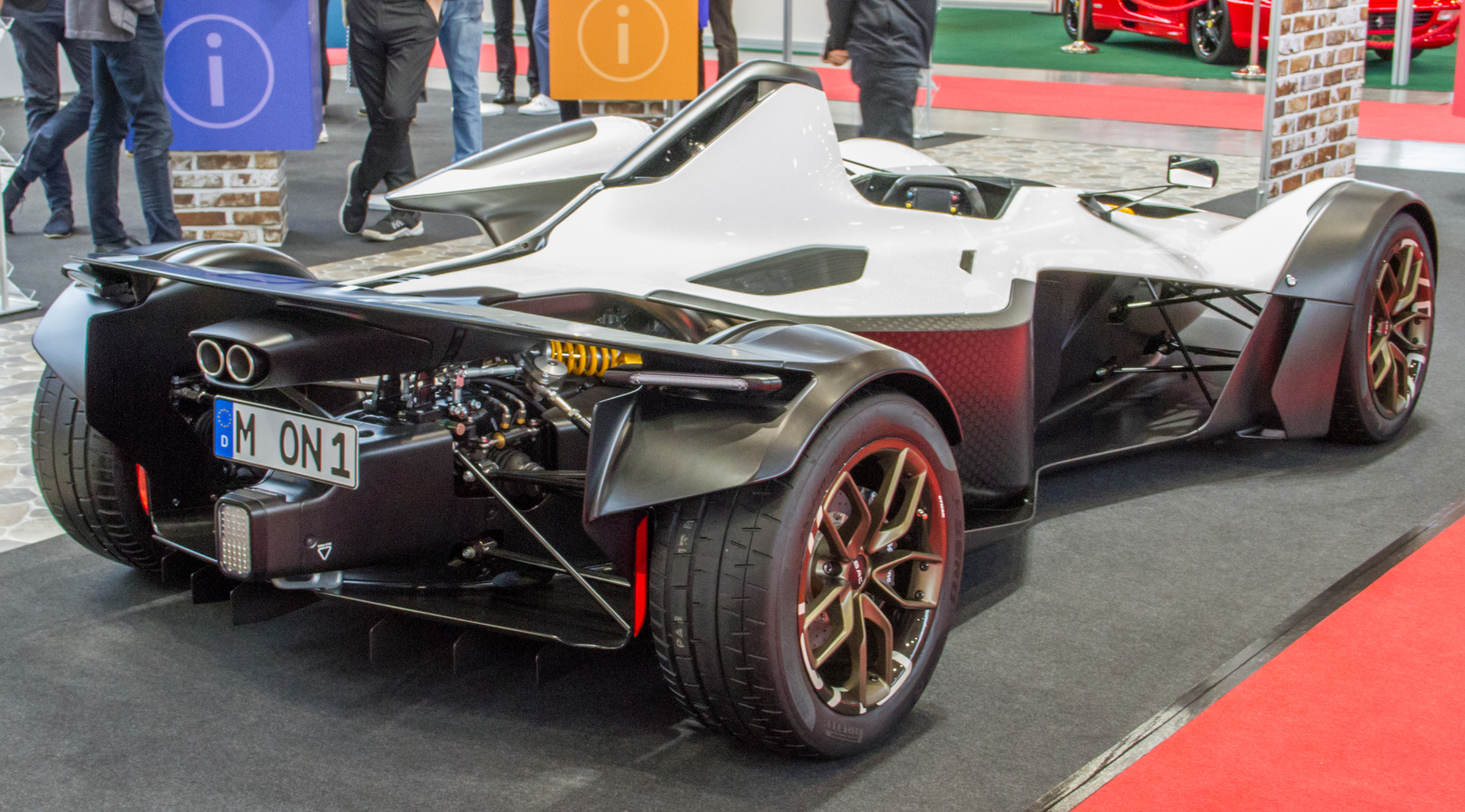
Heckansicht

### Geschichte
Auf dem Goodwood Festival of Speed im Juli 2019 wurde mit dem Mono R zunächst eine extremere Version der zweiten Generation vorgestellt. Sie nimmt das Design des im März 2020 vorgestellten Nachfolgemodells vorweg und war auf 30 Exemplare limitiert.
Das Basismodell sollte ursprünglich auf dem Genfer Auto-Salon im März 2020 vorgestellt werden. Da der Auto-Salon am 28. Februar 2020 wegen der COVID-19-Pandemie abgesagt wurde, erfolgte die Präsentation am 3. März 2020 über das Internet. Das Design ist von dem des 2019 vorgestellten Mono R beeinflusst. Die Straßenzulassung ist für ganz Europa gültig.

### Antrieb
Angetrieben wird das Basismodell der zweiten Generation von einem aufgeladenen 248 kW (337 PS) starken 2,3-Liter-Ottomotor, der wieder von Mountune entwickelt wurde. Die Beschleunigung auf 100 km/h soll in 2,7 Sekunden erfolgen, die Höchstgeschwindigkeit gibt der Hersteller mit 274 km/h an. Der Mono R hat den Motor aus dem Vorgängermodell mit einer Leistung von 254 kW (345 PS). Auf 100 km/h soll er in 2,5 Sekunden beschleunigen, die Höchstgeschwindigkeit wird mit 240 km/h angegeben.

#### Technische Daten
|                                             | BAC Mono                      | BAC Mono R                    |
| Bauzeitraum                                 | seit 2020                     | 2019–2023                     |
| Motorkenndaten                              |                               |                               |
| Motortyp                                    | R4-Ottomotor                  | R4-Ottomotor                  |
| Motoraufladung                              | Turbolader                    | N/A                           |
| Hubraum                                     | 2261 cm³                      | 2488 cm³                      |
| max. Leistung bei min−1                     | 248 kW (337 PS) /             | 254 kW (345 PS) / 8800        |
| max. Drehmoment bei min−1                   | 400 Nm /                      | 330 Nm /                      |
| Kraftübertragung                            |                               |                               |
| Antriebsart, serienmäßig                    | Hinterradantrieb              | Hinterradantrieb              |
| Getriebe, serienmäßig                       | Sequentielles 6-Gang-Getriebe | Sequentielles 6-Gang-Getriebe |
| Messwerte                                   |                               |                               |
| Höchstgeschwindigkeit                       | 274 km/h                      | 240 km/h                      |
| Beschleunigung, 0–100 km/h                  | 2,7 s                         | 2,5 s                         |
| Trockengewicht                              | 570 kg                        | 566 kg                        |
| Kraftstoffverbrauch auf 100 km (kombiniert) |                               |                               |
| Tankinhalt                                  | 35 l                          | 35 l                          |
| Abgasnorm                                   | Euro 6d                       |                               |

## Trivia
Auf der Isle of Man wird seit 2017 ein BAC Mono von der Polizei eingesetzt.
Aufgrund seines geringen Gewichts und seiner Fahrleistungen ist der BAC Mono in diversen Rennsimulationen vertreten. Sein Videospieldebüt hatte der Sportwagen im 2012 erschienenen Need for Speed: Most Wanted. Weitere Auftritte in Rennsimulationen hat das Fahrzeug unter anderem in Grid 2, Driveclub, CSR2, Project CARS, Project CARS 2, Forza Motorsport 6, Forza Motorsport 7, Forza Horizon 3, Forza Horizon 4, Forza Horizon 5 und Gran Turismo 7.